# Leonard Beyers
Leonard Beyers, južnoafriški general, * 1894, † 1959.
Beyers je bil načelnik Zveznih obrambnih sil med letoma 1949 in 1950.